# Dschabal Schams
Der Dschabal Schams (arabisch جبل شمس, DMG Ǧabal Šams ‚Sonnenberg‘) ist – noch vor dem Dschabal Kawr – der höchste Berg des Oman im Gebirge Dschabal al-Achdar und liegt etwa 240 Kilometer von Maskat entfernt. Er erreicht eine Höhe von etwa 3000 Meter – die Angaben sind nicht einheitlich. Für den ausgeprägten Südgipfel gibt peakbagger 2997 m an.
Auf den Gipfel führt eine schmale unbefestigte Straße, die allerdings nicht öffentlich befahrbar ist, da sie durch ein militärisches Sperrgebiet führt. Direkt auf der Bergspitze befindet sich eine Radarstation.
Auf einem rund 2000 Meter hohen Plateau südwestlich des Gipfels befinden sich kleine Dörfer und Touristenunterkünfte. Zwischen Plateau und der Bergspitze schneidet sich ein rund 1000 Meter tiefer Canyon, das Wadi Nakhar, ein.